# The Mountaineers
The Mountaineers es una banda británica de música pop-rock. Fundada por Alex Germains (voz y guitarra),  Ceri James (voz y teclados) y Tomas Kelar (batería y coros). Fueron descubiertos por Alan Wills, fundador de Deltasonic, discográfica de Liverpool con la que firmaron y que trabaja con grupos locales como The Coral y The Zutons. El grupo produce toda su música.
La formación original lanzó un primer EP homónimo (más tarde conocido como Red Thong EP por su canción de apertura) con Deltasonic en 2001. Esta canción atrajo la atención del disc jockey de la BBC Radio 1 Mark Radcliffe, quien en noviembre de ese mismo año la estuvo radiando durante una semana en su programa diario. En 2003 la banda firmó con Mute Records y lanzó su segundo trabajo, de nuevo un EP homónimo conocido por el título de la canción que lo abre Self Catering y en septiembre de ese mismo año publicaron Messy Century, su primer álbum de larga duración. Tras este lanzamiento y debido a las reestructuraciones que EMI, la nueva propietaria de Mute Records estaba realizando en la discográfica, Tomas Kelar abandona la formación. La banda recluta un nuevo batería, Ezra Bang, y graban un nuevo EP de edición limitada en febrero de 2004 con la discográfica de Mánchester, Northern Ambition titulado Motions of Interplanetary Dust. Este último trabajo fue muy bien recibido por la crítica, sin embargo tuvo poca atención por parte de las emisoras de radio. El título del álbum hace referencia a la tesis doctoral de Brian May, guitarrista de la banda Queen. Tras este trabajo la banda decidió tomarse un tiempo. 

## Discografía
- Red Thong EP (2001)
- Self Catering EP (2003)
- Ripen (single) (2003)
- Messy Century LP (2003)
- I Gotta Sing (single) (2004)
- Motions of Interplanetary Dust 10"-only EP (2005)